# Hinduracke
Die Hinduracke (Coracias benghalensis) ist eine in Süd- und Südostasien recht weit verbreitete und häufig vorkommende Rackenart. Sie ist nahe mit der Blauracke (Coracias garrulus) verwandt, deren östlichste Populationen auf dem Durchzug das Brutgebiet der Hinduracke berühren. Wie alle Rackenvögel ist auch die Hinduracke ein Ansitzjäger, der sich vor allem von größeren Insekten ernährt. Die meisten Populationen dieser Art scheinen mehr oder weniger sesshaft zu sein, doch ist das Zugverhalten von Hinduracken insgesamt noch ungenügend erforscht. Sie brütet in natürlichen Höhlen und Halbhöhlen, gelegentlich auch in aufgegebenen Spechthöhlen. Es werden zwei Unterarten unterschieden, von denen laut IUCN keine zurzeit gefährdet ist.

## Merkmale

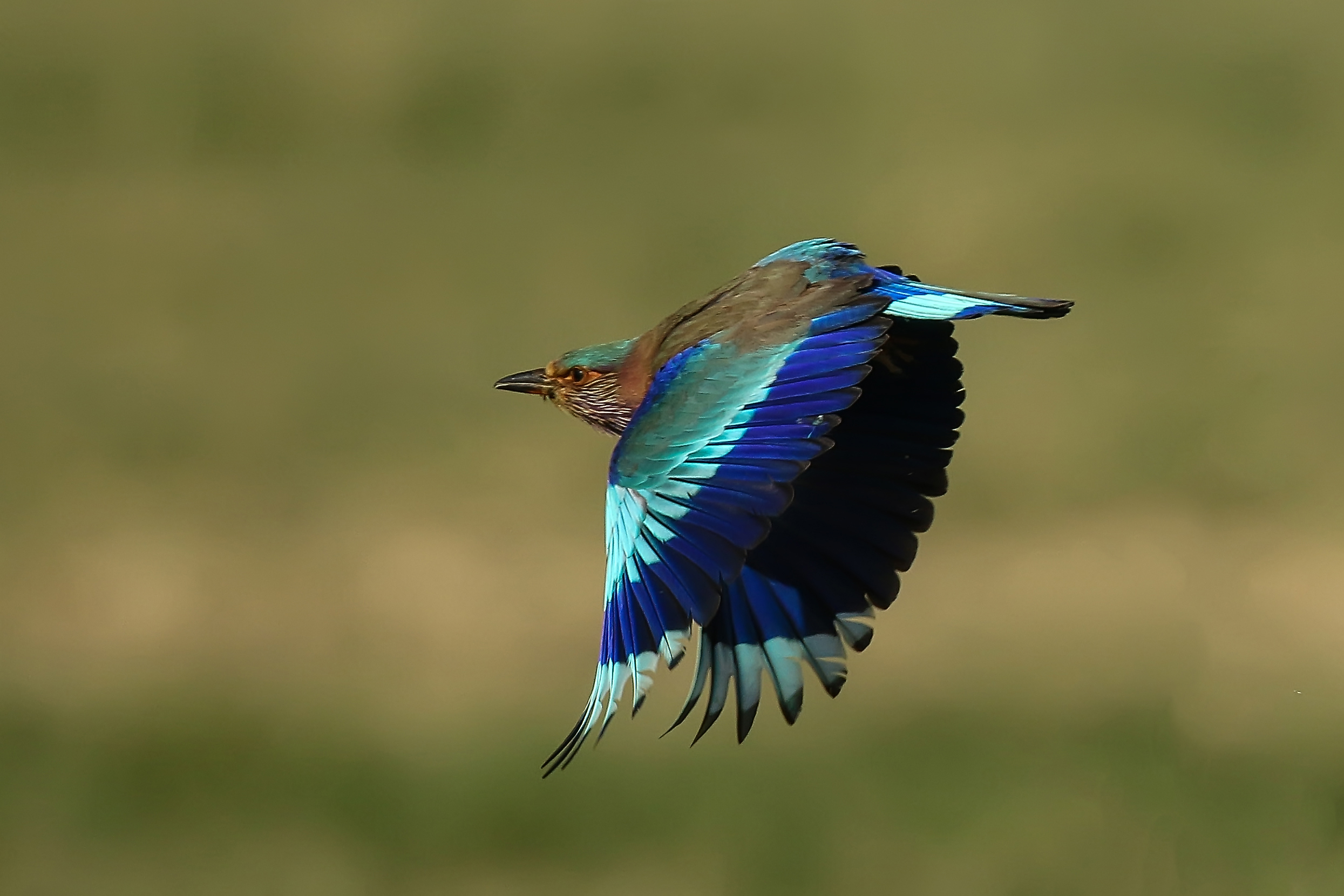
Adulte Hinduracke im Flug (Dubai)

Die Hinduracke ist ein etwas plump wirkender, großköpfiger, kurznackiger und kurzfüßiger, bunter Vogel mit einer maximalen Körpergröße von 34 Zentimeter und einem Gewicht von etwa 170 Gramm. Sie ist etwa so groß wie ein Eichelhäher, dem sie habituell, nicht aber in der Farbgebung ähnlich ist.
Hinduracken sind sehr auffällig gefärbt. Neben der grünlichbraunen Färbung des Rückens überwiegen verschiedene, oft metallisch glänzende und changierende Blautöne.

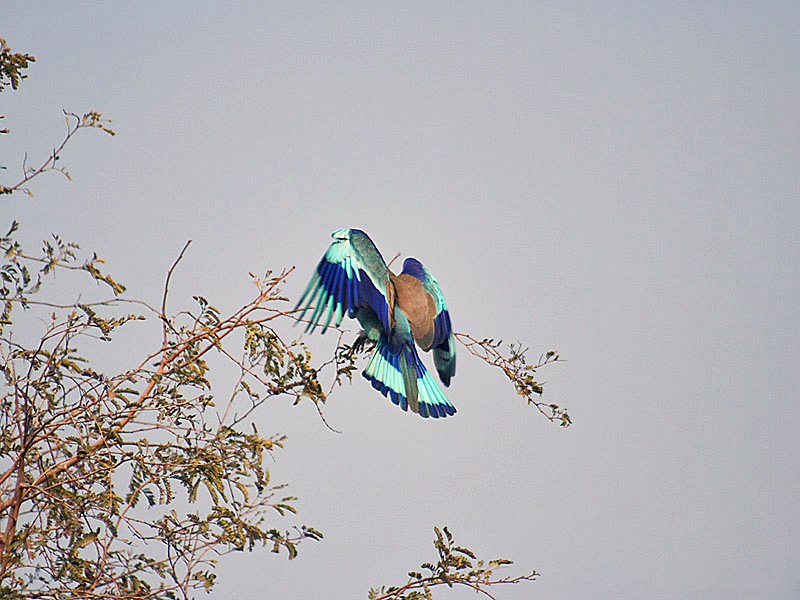
Oberseitenfärbung einer landenden Hinduracke

Bei der Nominatform ist der Rücken grünlich getönt dunkel sandfarben, der Nacken eher rötlichbraun gefärbt. Wangen, Kehle und Brust sind auf violettem Grund deutlich weißlich längs gestreift. Der Scheitel ist metallisch glänzend hellblau, über dem Schnabelansatz liegt ein schmales weißes Feld. Bauch und Steiß sind verwaschen hellblau. Der mittellange Schwanz ist gerade abgeschnitten und wird von einem schlanken, satt ultramarinblauen Band abgeschlossen. Der Mittelteil des Schwanzes ist grünlichblau, der basale Teil tief azurfarben. Die äußeren Steuerfedern sind hellblau, die mittleren grünlichblau. Die Armdecken sind tief ultramarinblau, die Handdecken hellblau mit weißlichen Einschlüssen. Die Armschwingen, die Basen und Spitzen der Handschwingen sind satt dunkel azurblau. Dazwischen liegt ein charakteristisches, nur bei dieser Racke vorhandenes hellblaues bis türkisfarbenes Flügelband, das sich zum Vorderrand des Flügels hin verbreitert. Die mandelförmigen Augen sind dunkel und von einer orangefarbenen Hautregion umgeben, der mächtige Hakenschnabel ist dunkel hornfarben. Die kurzen Füße und die Zehen sind hellgelb.
Die Geschlechter unterscheiden sich in der Färbung nicht; möglicherweise sind die Weibchen geringfügig kleiner und leichter. Nicht ausgefärbte Jungvögel sind bedeutend blasser und eher olivgrün gefärbt. Die leuchtend blaue Kopfplatte ist bei ihnen grünlich.
Die Hinduracke kann in ihrem Verbreitungsgebiet mit keinem anderen Rackenvogel verwechselt werden. Bei der insgesamt ähnlichen Blauracke ist die gesamte Kopf-, Nacken- und Halspartie türkisfarben, die Arm und Handschwingen sind durchgehend schwärzlichbraun. Der Dollarvogel (Eurystomus orientalis) ist großköpfiger als die Hinduracke und smaragdgrünlich gefärbt; sein mächtiger Schnabel ist leuchtend orange.

### Lautäußerungen
Wie alle Rackenvögel verfügt auch die Hinduracke über eine Reihe lauter, krächzender und heiserer Rufe, die oft zu hören sind. Territorialer Ruf und Aggressionslaut ist ein oftmals wiederholtes, in seiner Lautstärke zunehmendes und in der Tonhöhe ansteigendes Kearsch …. Häufigste Kontaktrufe sind ein einsilbiges, kurzes Check oder ein längeres, heiseres Tschu(w).

## Verbreitung und Lebensraum

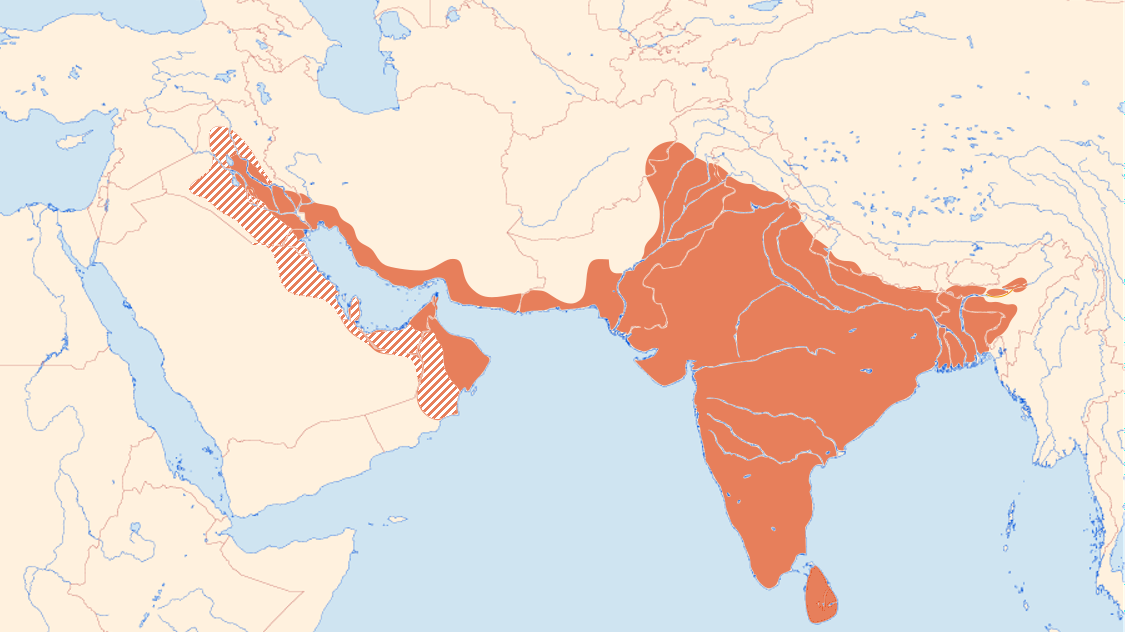
Verbreitungsgebiet der Hinduracke
schraffiert: gelegentlich Nichtbrüter

Die Hinduracke ist in weiten Teilen Südasiens und Südostasiens verbreitet. Ihr Verbreitungsgebiet erstreckt sich von der Ostküste des Persischen Golfes und einigen Verbreitungsinseln im Osten der Arabischen Halbinsel (Oman, Vereinigte Arabische Emirate) ostwärts über den Südiran, das südliche Pakistan, fast den gesamten Indischen Subkontinent bis an die Küste des Südchinesischen Meeres. Besiedelt sind auch Sri Lanka, die Malediven, die Lakkadiven sowie Hainan. Nach Norden hin erreicht das Verbreitungsgebiet der Hinduracke die Südabdachung des Himalajas in Nepal und Sikkim.
In diesem großen und klimatisch sehr unterschiedlichen Verbreitungsgebiet besiedelt die Hinduracke sehr verschiedenartige Lebensräume. Hinduracken kommen in Palmenhainen, Plantagen unterschiedlicher Art, in lichten Laubwäldern, auf baumbestandenen Weiden, in Parks und auf Friedhöfen, aber auch in trockenen Akaziensavannen und Beständen von Mesquite-Sträuchern vor. Sie werden in den meisten Regionen ihres Verbreitungsgebietes nicht verfolgt, sodass sie in bebaute Gebiete vordringen und in Dörfern und Städten häufig sein können. Im Oman sind sie die Vögel der Grüninseln in Kreisverkehrszonen; fast jeder größere Kreisverkehrsbereich scheint ein residentes Paar zu beherbergen. Als Ansitze, einem unverzichtbaren Requisit ihrer Lebensräume, werden meist die äußeren Zweige höherer Bäume sowie Stromleitungen, Dachgiebel, Schornsteine oder Telegraphenmasten genutzt.

### Wanderungen
Die Hinduracke ist weitgehend sesshaft, unternimmt jedoch regionale Wanderungen, von denen zurzeit weder phänologische Details bekannt sind, noch Aussagen über Zugrichtungen oder Zugdistanzen gemacht werden können. Vor allem Jungvögel scheinen weiträumig umherzustreifen. In Oman kommt diese Rackenart während des ganzen Jahres vor, ist aber im Winterhalbjahr wesentlich häufiger als im Sommer; woher die zuziehenden Vögel stammen, ist nicht bekannt.

## Nahrung und Nahrungserwerb

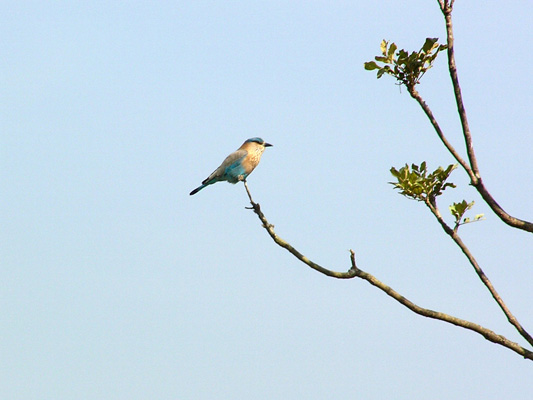
Adulte Hinduracke auf einer Jagdwarte

Die Hinduracke ernährt sich vor allem von Insekten und anderen Arthropoden; kleine Wirbeltiere werden ebenfalls regelmäßig erbeutet, spielen jedoch meist eine eher untergeordnete Rolle.
Unter den Insekten überwiegen große Käfer, Heuschrecken, Zikaden, Grillen und Raupen verschiedener Schmetterlingsarten. Daneben werden gelegentlich Wanzen, Spinnentiere und Skorpione erbeutet. An Wirbeltieren schlägt die Hinduracke Mäuse, Wühlmäuse sowie kleine Schlangen, Eidechsen, Kröten und Vögel. Einige Populationen scheinen sich auf Fischfang spezialisiert zu haben.
Die Hinduracke ist vor allem ein Ansitzjäger. Hat sie ein potentielles Beutetier erspäht, lässt sie sich in einem Gleitflug fallen und schlägt die Beute am Boden. Die Beutetiere werden meist an Ort und Stelle verzehrt, oft nachdem sie durch mehrmaliges Schlagen gegen ein hartes Objekt getötet wurden. Größere Tiere werden zerteilt und stückweise gefressen. Neben dieser Ansitzjagd jagen Hinduracken oftmals wie Krähen zu Fuß, häufig folgen sie Landmaschinen, um die aufgescheuchten Insekten und Wirbeltiere einzusammeln. Flugjagden sind selten, kommen aber vor. Manchmal rütteln Hinduracken über einem vermuteten Beutetier und stoßen danach falkenartig auf dieses herab. Hinduracken folgen, ähnlich wie verschiedene Arten von Bienenfressern (Merops sp.), Waldbränden und Buschfeuern ganz nahe der Brandränder. In manchen Regionen Sri Lankas werden sie deshalb Vögel, die Feuerrauch einatmen, genannt.
Ungewöhnlich unter den Rackenvögeln ist die Jagd nach kleinen Fischen, insbesondere nach Fischbrut: Aus einem Rüttelflug stoßen sie auf die Wasseroberfläche nieder und tauchen dabei manchmal zur Gänze unter.

## Verhalten
Die wenig sozialen Hinduracken leben einzeln oder in Paaren. Nur selten, vor allem bei saisonal auftretendem Nahrungsüberschuss oder während der Zugbewegungen, kann man sie in kleinen Gruppen beobachten. Sie behaupten während des gesamten Jahres, besonders nachdrücklich jedoch während der Brutzeit Territorien, deren Grenzen regelmäßig in einem langsamen, niedrigen Patrouillenflug abgeflogen werden. Besonders aggressiv verteidigen Hinduracken die unmittelbare Umgebung des Nistplatzes. In diesem Bereich kann es vorkommen, dass auch Menschen direkt attackiert werden.
Die Aktivitätsperiode der Hinduracken beginnt mit Sonnenaufgang und endet gewöhnlich kurz nach Sonnenuntergang; gelegentlich sieht man Vögel noch nachts im Schein von Straßenbeleuchtungen nach Fluginsekten jagen. Während dieser Aktivitätszeit legen sie jedoch lange Pausen ein, die sie zur Ruhe, zur Gefiederpflege oder zum Sonnenbaden nutzen. Auch Wasserbäder spielen eine wichtige Rolle für die Gefiederhygiene. Da während des Tages oft ruhende Hinduracken beobachtet werden können, gelten sie vor allem auf dem indischen Subkontinent als lethargisch und faul.

### Brutbiologie

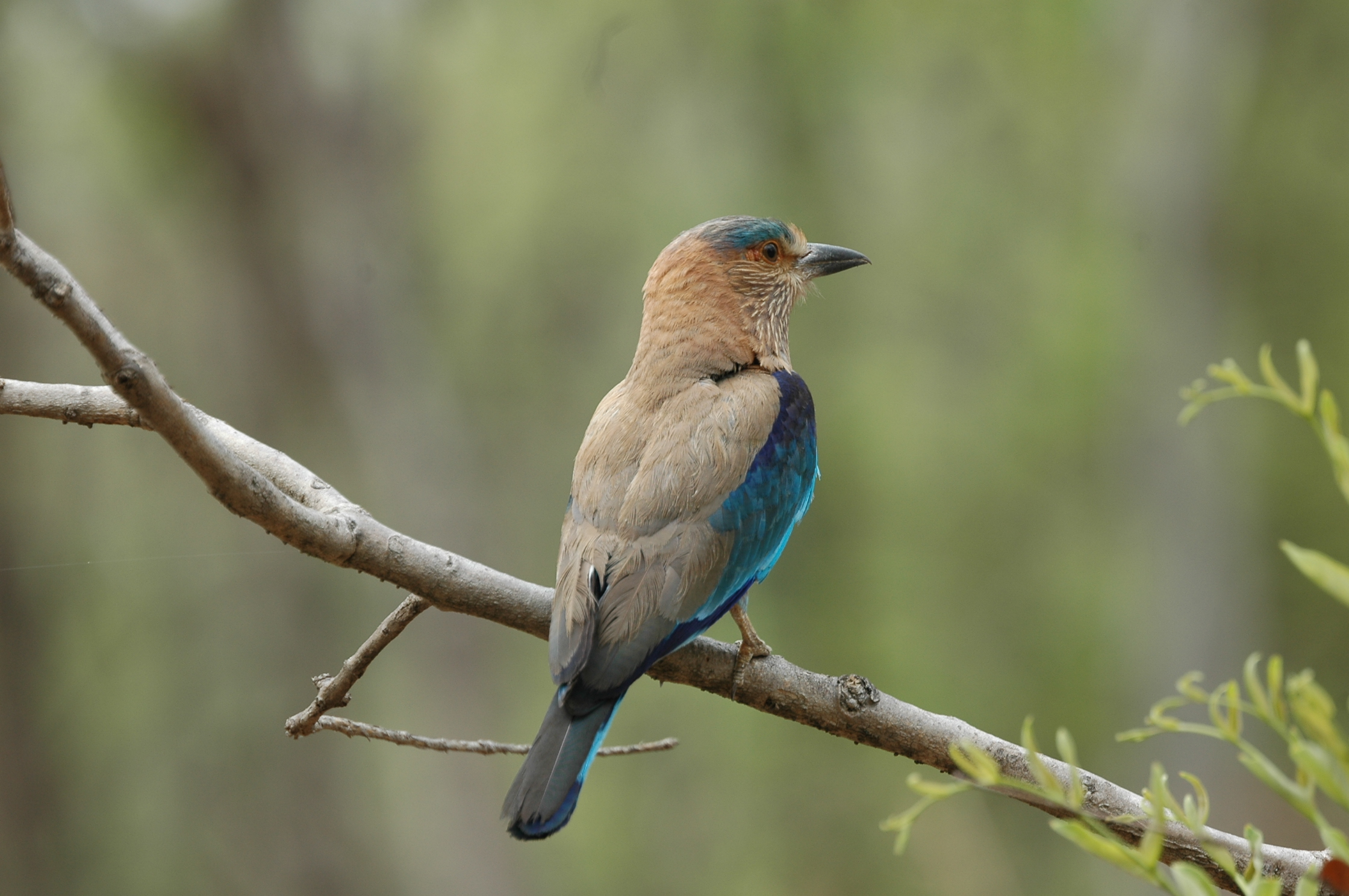
Immature Hinduracke (Coracias benghalensis)

Die Brutbiologie dieser Art ist noch nicht ausreichend erforscht. So fehlen vor allem verlässliche Angaben über die Art und Dauer der Paarbindung und Details zur Nestlings- und Führungszeit. Unbekannt ist auch, ob Hinduracken einmal oder mehrmals im Jahr brüten.
Hinduracken werden am Ende ihres ersten Lebensjahres geschlechtsreif, ob dies jedoch das regelmäßige Bruteintrittsalter ist, ist nicht bekannt. Die Balz ist durch laute Rufreihen, Verfolgungsflüge, wechselseitige Verbeugungsrituale, besonders aber durch imposante Schauflüge des Männchens gekennzeichnet. Dabei steigt es etwa 200 Meter auf, lässt sich dann unter andauerndem Rufen abrupt fallen, dreht und überschlägt sich im Fallflug. Von diesen Flugkunststücken stammt die englische Bezeichnung Roller für Rackenvögel. Neststandorte sind entweder natürliche Baumhöhlen wie Höhlen großer Spechtarten, ausgefaulte Palmenstümpfe oder sonstige Höhlen, Halbhöhlen oder Nischen unter Dachrinnen, in Gemäuern oder Felsen. Auf eine einfache Unterlage aus Federn, Grashalmen, Holzstückchen und allerlei Zivilisationsabfällen legt das Weibchen 3–5 rein weiße Eier. Das Weibchen übernimmt auch den Hauptteil der Brutaufgabe. Die Brutdauer beträgt etwa 19 Tage.
Frische Gelege werden zwischen Jänner (Kerala) und Mai (Myanmar) gefunden. In den Vereinigten Arabischen Emiraten und im Oman beginnen die meisten Bruten im April.

## Systematik
In der Ordnung der Rackenvögel (Coraciiformes) sind mit den Echten Racken (Coraciidae), den Erdracken (Brachyteraccidae) und den Kurolen (Leptosomidae) drei Familien vertreten. Die Echten Racken umfassen 2 Gattungen, Coracias und Eurystomus mit insgesamt 12 Arten. Von den acht Arten der Gattung Coracias, sind 5 ausschließlich in Afrika beheimatet, die Blauracke (C. garrulus) brütet vor allem in der westlichen Paläarktis, während das Brutgebiet der Hinduracke in der Orientalis, und das der Celebesracke auf Sulawesi liegt.
Zurzeit werden zwei Unterarten der Hinduracke unterschieden. Die zuvor als Unterart betrachtete nahe verwandte Rackenart Coracias affinis wurde in Artrang gestellt. Ihr deutscher Name ist Pupurbrustracke.
- Die Nominatform C. b. benghalensis (Linnaeus, 1758) kommt vom Persischen Golf bis Bangladesch vor. In Maharashtra besteht eine Kontaktzone mit
- C. b. indica Linnaeus, 1766 : Diese Unterart brütet von Maharashtra südwärts bis Sri Lanka. Sie ist etwas kleiner als die Nominatform; Scheitel und Oberflügeldecken sind intensiv ultramarinblau, die Rücken und -Schulterfärbung ist hell zimtbraun, Grüntöne fehlen.

## Bestandssituation und Gefährdung
Die Bestände der Hinduracke sind zurzeit nicht gefährdet. In den meisten Teilen ihres großen Verbreitungsgebietes wird sie nicht nur nicht verfolgt, sondern ist ein willkommener Gast in Parks und größeren Gärten, und als Schädlingsvertilger auch bei den Bauern durchaus beliebt. Nur in einigen Gebieten Keralas werden Hinduracken geschossen, da eine Brühe aus Hindurackenfleisch in der regionalen Volksmedizin als Heilmittel gegen Keuchhusten gilt.
Die Weltnaturschutzunion IUCN führt die Hinduracke zwar in der Roten Liste gefährdeter Arten, allerdings wird sie mit nicht gefährdet („Least Concern“) bewertet.